# Ropalospora lugubris
Ropalospora lugubris är en lavart som först beskrevs av Sommerf., och fick sitt nu gällande namn av Poelt. Ropalospora lugubris ingår i släktet Ropalospora och familjen Ropalosporaceae.  Arten är reproducerande i Sverige. Inga underarter finns listade i Catalogue of Life.